# Backstreet Boys: The Video
Backstreet Boys: The Video é um VHS lançado em 1996 na Europa, quando a banda ganhava popularidade. Mostra o início da banda, imagens de bastidores de apresentações para colégios e casas de show pequenas, depoimentos de quem trabalhava com os boys na época, entrevistas com os próprios membros da banda e imagens de antes da fama, além do making of do clipe de "We've Got It Goin' On", no qual é possível ver Lou Pearlman - empresário da banda na época. Foi o 1º vídeo da banda lançado para as fãs e mais tarde foi lançado nos Estados Unidos e em outros países, chegando ao Brasil (legendado).